# محمد محسن الهدار
محمد محسن الهدار هو شاعر وإعلامي يمني. ولد عام 1949 في مدينة البيضاء. تلقى تعليمه في مسقط رأسه، ثم انتقل للدراسة في مصر. حصل على ليسانس لغة عربية من جامعة الأزهر عام 1973. تقلد مناصب في مؤسسات حكومية إعلامية قبل الوحدة اليمنية وبعدها، وآخرها مدير عام إذاعة تعز. له مساهمات في كتابة الشعر الغنائي.